# Маркетинг на лоялността
Маркетинг на лоялността (програма за лоялност) е маркетингова програма, увеличаваща доверието, привързаността и емоционалната връзка между търговска марка и потребител. Тези програми спомагат за задържане на съществуващите клиенти, чрез специален маркетингов подход. Основната цел на програмата за лоялност е да обвърже съществуващ клиент към вече познатата марка и да затвърди дългосрочно взаимоотношенията „марка–клиент“.
За изграждането на този вид програма за лоялност, се наемат експерти по клиентски програми. На базата на множество маркетингови данни, те създават подходи, чрез които достигат съществуващите си клиенти и ги обвързват дългосрочно. Тези програми подпомагат развитието на компаниите и поддържат тяхната положителна репутация. Програмите за лоялност използват техники за достигане до клиента на по-лично ниво и изграждане на доверие към марката.
Подходите, които използват маркетолозите, за да постигнат лоялността, която желае компанията, са няколко:
- Често приложим е методът, наречен омниканален маркетинг (от латинското omni, „всеки“, „всичко“), приложим за осъществяване на връзката между клиент и компания, чрез мобилни приложения, чат и съобщения.
- Друг метод, маркетинг с цел персонализация, осигурява необходима за клиентите информация, която дава възможност за формиране на индивидуалните предпочитания на всекиго, след което се прилага персонален подход, насочен към продуктовите приоритети на всеки потребител.
- Обратната връзка е друг подход, за изграждане на лоялност между клиента и компанията. Компанията усилено търси отзиви и мнения от своите клиенти и така създава усещане в потребителите, че мнението и желанията им са значими.